# Sean Baldock
Pour les articles homonymes, voir Baldock (homonymie).
Sean Michael Baldock  (né le 3 décembre 1976 à Hastings) est un athlète britannique, spécialiste du 400 mètres. Il obtient ses meilleurs résultats sur 4 x 400 mètres. 

## Biographie

### Palmarès
| Date | Compétition                    | Lieu         | Résultat | Performance   |
| ---- | ------------------------------ | ------------ | -------- | ------------- |
| 1997 | Universiade                    | Catane       | 3e       | 3 min 02 s 74 |
| 1998 | Coupe du monde des nations     | Johannesburg | 1er      | 2 min 59 s 71 |
| 1999 | Championnats du monde en salle | Maebashi     | 3e       | —             |
| 2002 | Jeux du Commonwealth           | Manchester   | 1er      | 3 min 00 s 40 |
| 2003 | Championnats du monde          | Paris        | 4e       | 3 min 01 s 00 |
| 2004 | Jeux olympiques                | Athènes      | 5e       | 3 min 01 s 07 |

### Records
| Épreuve    | Épreuve      | Performance | Lieu       | Date           |
| ---------- | ------------ | ----------- | ---------- | -------------- |
| 400 mètres | En plein air | 45 s 20     | Birmingham | 12 août 2000   |
| 400 mètres | En salle     | 46 s 11     | Birmingham | 8 février 1998 |